# 市川團蔵 (9代目)
九代目 市川 團蔵（いちかわ だんぞう、1951年（昭和26年）5月29日 - 2024年11月19日）は、歌舞伎役者。屋号は三河屋、定紋は縦長三升、替紋は結び柏。本名は市川 和雄（いちかわ かずお）。日本舞踊柏木流十代目宗家でもあった。

## 来歴
東京生まれ。八代目市川團蔵の孫で、舞踊家の三世柏木衛門の子。昭和31年（1956）歌舞伎座『義経千本桜』の六代君で初代市川銀之助を名乗って初舞台。その後は二代目尾上松緑に師事し、立役として活躍する。
1966年（昭和41年）の祖父の引退興行では『書写山』の鬼若丸の型を伝授される。1987年（昭和62年）歌舞伎座『時今也桔梗旗揚』（馬盥の光秀）の武智光秀、『源平布引瀧』（実盛物語）瀬尾、『船弁慶』の弁慶で九代目市川團蔵を襲名する。中堅俳優として活躍。
1979年（昭和54年）、重要無形文化財（総合認定）に認定され、伝統歌舞伎保存会会員となる。国立劇場養成事業の歌舞伎俳優研修の講師も務めた。
長男は二代目市川銀之助（三笠優）、次男は五代目市川茂々太郎。
2024年11月19日、誤嚥性肺炎による敗血症性ショックのため死去。同年5月の歌舞伎座『四千両小判梅葉』の隅の隠居が最後の舞台となった。73歳没。

## 出演

### テレビドラマ
- NHK大河ドラマ
  - 赤穂浪士（1964年、NHK） - 大石吉之進 役
  - 源義経（1966年、NHK） - 菊王丸 役
  - 武田信玄（1988年、NHK） - 足利義昭 役
- ご存知遠山の金さん（1973年、EX） - 弥太郎 役
- ぴんとこな 最終話（2013年7月19日、TBS） - 河村銀蔵 役（特別出演）

### 映画
- 写楽（1995年、松竹） - 市川男女蔵 役